# Речовина

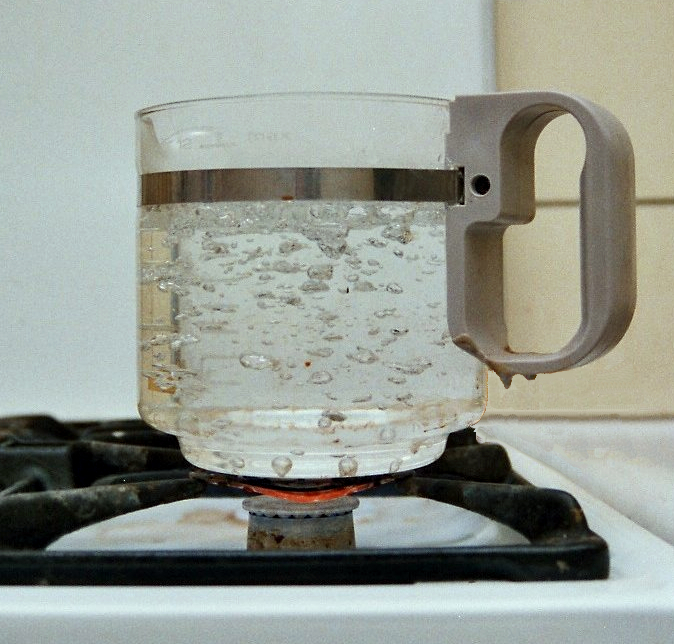
Вода — одна з найбільш розповсюджених на Землі речовин.

Речовина́ — вид матерії, яка характеризується масою та складається з елементарних частинок (електронів, протонів, нейтронів, мезонів тощо). Характерною властивістю таких частинок є відмінні від нуля баріонний заряд або лептонний заряд. Терміном хімічна речовина позначають головним чином матерію— речовину, організовану в атоми, молекули тощо. Фізичні та хімічні властивості речовин зумовлюються взаємодією між електронами та атомними ядрами, а також між атомами, молекулами, йонами. Хімічні речовини, що складаються з атомів одного виду, є простими, з атомів різних видів— складними. Складні хімічні речовини розділяються на органічні і неорганічні.

## Прості і складні речовини

### Прості речовини
Складаються з атомів одного хімічного елемента (є формою його існування у вільному стані). Всі прості речовини в неорганічній хімії поділяються на дві великі групи:
- Метали;
- Неметали;

Органічна хімія не має справи з простими речовинами.

### Складні речовини
Складні речовини— це речовини, молекули яких складаються з атомів двох і більше хімічних елементів.
Більшу частину складних неорганічних речовин можна розділити на такі групи:
- Оксиди;
- Солі;
- Основи;
- Кислоти.

Також можна виділити такі групи неорганічних речовин: карбіди, нітриди, гідриди, інтерметаліди і т.д., які не вкладаються в наведену вище класифікацію.
Всі органічні сполуки є складними. Вони складаються в основному з атомів Карбону, Гідрогену та Оксигену.

## Класифікація органічних речовин
Всі органічні речовини поділяються на три великі угруповання-ряди,а саме:
- Ациклічні сполуки, тобто сполуки з відкритим(незамкненим)ланцюгом вуглецевих атомів.

Приклад,
СH3-CH2-CH2-CH2-CH2-CH3
н-гексан
- Карбоциклічні сполуки-сполуки, що містять циклічну(замкнену в кільце)будову молекули,причому цикли утворені тільки атомами вуглецю.
- Гетероциклічні сполуки-речовини,до складу циклів яких, крім атомів вуглецю,входять атоми інших елементів(найчастіше-азоту,кисню,сірки).[2]

## Характеристики речовини
Молекулярна формула— одна з кількісних характеристик речовини. Коли у науковій практиці одержують нову речовину, одним з кроків першої її ідентифікації є знаходження молекулярної брутто-формули. Для цього виконують якісний та кількісний елементний аналізи.
Відомо 4 агрегатні стани речовини:
У повсякденному житті можна спостерігати чотири стани речовини:
- гази;
- тверді тіла;
- рідини;
- плазма.

Відомо багато інших станів, таких як
- - конденсати Бозе-Ейнштейна,
  - нейтронно-вироджена матерія (при екстремальній щільності),
  - Ферміонний конденсат (при сильному холоді),
  - кварк-глюонна плазма (при надзвичайно високій енергії) та ін.

але вони виникають лише в екстремальних ситуаціях, таких як ультрахолодна або ультращільна матерія.

### Будова речовини
Більшість речовин молекулярної будови (кисень, вода, аміак, метан), але є й атомарні речовини (графіт, алмаз, гелій і всі інертні гази), і навіть іонні речовини (всі метали).
Маючи на увазі існування атомарних та іонних речовин, усе ж умовно можна говорити узагальнено про молекулярну будову речовини.

### Властивості речовини
Кожна речовина має свої специфічні властивості, тобто ознаки, які визначають її індивідуальність і дають змогу відрізнити її від інших речовин.
Ознаки, за якими різні речовини подібні між собою або відрізняються одна від одної, називаються властивостями речовин.
Розрізняють фізичні й хімічні властивості речовин.До фізичних властивостей належать: колір, блиск, запах, смак, густина, температура кипіння і плавлення, електрична провідність, прозорість,притягування магнітом, твердість і блиск. Ці властивості виявляються при безпосередньому спостереженні. Наприклад, мідь можна відрізнити від інших речовин за її блиском і кольором. Деякі речовини легко впізнати за запахом, наприклад оцет, нашатирний спирт.
Хімічні властивості речовин виявляються лише в процесі перетворення одних речовин на інші.
Під час спостереження за хімічними реакціями варто досліджувати:
- природу реагентів,їх розчинність;
- умови проходження реакцій;
- швидкість перебігу реакцій;
- візуальні ефекти реакції (зміну кольору, поява чи зникнення осаду);
- наявність побічних реакцій;
- тепловий ефект реакції.

## Номенклатура органічних речовин
Номенклатура — це сукупність правил, згідно з якими будують однозначну назву індивідуальної органічної сполуки. Розрізняють тривіальну та систематичну номенклатуру.
За систематичною номенклатурою ІЮПАК, перш ніж дати назву речовині, в ній треба визначити:
- Органічний радикал (вуглеводневий радикал) — залишок вуглеводню,з якого умовно видалено один чи декілька атомів водню;
- Функціональну (харіктеристичну) групу — замісник, що містить невуглецеві атоми;
- Замісники — поняття, що охоплює як функціональні групи, так і вуглеводневі радикали;
- Родоначальну структуру, тобто хімічну структуру, що є сновою найменування даної органічної речовини.

### Послідовність формування назви органічної сполуки ациклічного ряду за замісниковою номенклатурою
1. Обирають родоначальну структуру (головний ланцюг)
2. Формують назву родоначальної структури
3. Проводять нумерацію атомів вуглецю (Карбону)
4. Дають назву замісникам
5. Вказують положення кратного зв'язку[2]

## Похідні поняття
Термін хімічна речовина також має синонім хімікат, що застосовується для позначення будь-яких реактивів і препаратів, котрі використовуються у хімічній промисловості.
Шкідлива речовина (рос. вещество вредное, англ. noxious substance, harmful substance; нім. schädlicher Stoff m, Schadstoff m) — речовина, що за умови контакту з організмом людини у випадку порушення вимог безпеки може викликати виробничі травми, професійні захворювання або відхилення у стані здоров'я, які виявляються сучасними способами як у процесі праці, так і у віддалені строки життя сучасного та наступного поколінь.